# الجريب (تعز)
الجريب هي إحدى قرى الجمهورية اليمنية. وهي تتبع جغرافيًا لمحافظة تعز. وإداريًا لمديرية المخاء. يبلغ تعداد سكانها 1900 نسمة حسب الإحصاء الذي جرى عام 2004.